# 충주소방서
충주소방서(忠州消防署, Chungju Fire Station)는 충청북도 충주시를 관할하는 충청북도 소방본부 소속의 소방서이다.
소방서장은 소방정으로 보한다.

## 연혁
- 1964년 3월 24일: 충주소방서 개서
- 1997년 9월 1일: 음성소방서 분리

## 조직
| - 소방행정과 - 소방행정팀 - 예산장비팀 | - 대응구조구급과 - 대응구조구급팀 - 지휘조사팀 | - 예방안전과 - 예방안전팀 - 민원지도팀 |

## 관할센터 및 관할구역
충주소방서는 6개의 119안전센터와 2개의 구조대를 산하에 두고 있다.
| 명칭                 | 사진 | 주소                | 관할구역                                                                | 지역대                                                  |
| -------------------- | ---- | ------------------- | ----------------------------------------------------------------------- | ------------------------------------------------------- |
| 목행119안전센터      |      | 목행산단7로 9       | 교현안림동 일부, 목행용탄동, 칠금금릉동, 봉방동, 산척면, 동량면, 금가면 | 산척119지역대 금가119지역대(폐쇄) 동량119지역대(폐쇄)   |
| 호암119안전센터      |      | 호암대로 13         | 용산동, 지현동, 호암직동, 달천동 일부, 성내충인동 일부                  |                                                         |
| 연수119안전센터      |      | 동수10길 1          | 교현1·2동, 연수동, 성내충인동 일부                                      |                                                         |
| 수안보119안전센터    |      | 수안보면 관동길 9-7 | 수안보면, 살미면                                                        | 살미119지역대(폐쇄)                                     |
| 주덕119안전센터      |      | 주덕읍 신양로 35    | 주덕읍, 노은면, 신니면                                                  | 노은119지역대 대소원119지역대(폐쇄) 신니119지역대(폐쇄) |
| 앙성119안전센터      |      | 앙성면 가곡로 1019  | 앙성면, 소태면, 엄정면                                                  | 소태119지역대 가금119지역대(폐쇄) 엄정119지역대(폐쇄)   |
| 서충주119안전센터    |      | 대소원면 영평리 538 | 대소원면, 중앙탑면, 달천동 일부(달천동, 용관동, 용두동)                 |                                                         |
| 충주소방서 119구조대 |      | 목행산단7로 9       | 충청북도 충주시 일원                                                    |                                                         |

## 같이 보기
- 대한민국 소방청
- 대한민국의 소방
- 소방관 계급